# Dentella pulvinata
Dentella pulvinata là một loài thực vật có hoa trong họ Thiến thảo. Loài này được Airy Shaw mô tả khoa học đầu tiên năm 1934.